# Aeroportul Regional Porter County
Aeroportul Regional Porter County (IATA: VPZ, ICAO: KVPZ, FAA LID: VPZ) este un aeroport din Indiana, Statele Unite ale Americii. Aeroportul a fost tranzitat în 2019 de 88 de pasageri.
Situat la o altitudine de 235 m, aeroportul dispune de 2 piste.

## Infrastructură

### Piste
Aeroportul dispune de 2 piste. Pista 09/27 are suprafața de asfalt și dimensiunile 7.001 picioare × 150 picioare. Pista 18/36 are suprafața de asfalt și dimensiunile 4.001 picioare × 75 picioare. 